# ادیستون (اوهایو)
ادیستون، اوهایو (به انگلیسی: Addyston, Ohio) در ایالات متحده آمریکا است که در شهرستان همیلتون واقع شده‌است.

## خصوصیات
ادیستون ۲٫۳۶ کیلومترمربع مساحت و ۹۳۸ نفر جمعیت دارد و ۱۴۴ متر بالاتر از سطح دریا واقع شده‌است.